# La Pire Semaine de ma vie (série télévisée, 2004)
Pour l’article homonyme, voir La Pire Semaine de ma vie (mini-série).
La Pire Semaine de ma vie (The Worst Week of My Life) est une série télévisée britannique en 17 épisodes de 30 minutes, créée par Mark Bussell et Justin Sbresni et diffusée entre le 12 mars 2004 et le 22 décembre 2006 sur le réseau BBC One.
En France, la série a été diffusée à partir du 10 juillet 2005 sur Canal+ puis sur AB1, Comédie+, NT1, RTL9, MCM, June et depuis le 30 octobre 2012 sur Téva.

## Synopsis
La première saison de cette série met en scène les évènements embarrassants vécus par l'homme d'affaires Howard Steel pendant la semaine précédant son mariage avec Mel Cook, fille d'un juge de la haute-cour de justice britannique. Il se retrouve piégé par une collègue avec qui il avait eu une aventure d'une nuit alors qu'il était ivre, tue accidentellement le chien de sa belle-famille, envoie la grand-mère de sa fiancée à l'hôpital, perd l'alliance de sa promise…
La deuxième saison narre les évènements, toujours très embarrassants, que vit Howard pendant la semaine précédant la naissance de son premier enfant. Il est ainsi accusé de harcèlement sexuel envers une collègue de travail, détruit accidentellement la médaille de l’Ordre de l'Empire britannique que la reine vient de remettre à son beau-père…

## Distribution

### Acteurs principaux
- Ben Miller (VF : Emmanuel Curtil) : Howard Steel
- Sarah Alexander (VF : Magali Barney) : Mel Cook Steel
- Alison Steadman (VF : Dorothée Jemma) : Angela Cook
- Geoffrey Whitehead (en) (VF : Dominique Paturel) : Dick Cook
- Janine Duvitski (en) (VF : Brigitte Aubry) : Eve
- Ronald Pickup (VF : Pascal Renwick) : Fraser

### Acteurs récurrents
- Terrence Hardiman (en) (VF : Patrick Floersheim) : Gerard
- Emma Pierson (VF : Nathalie Bienaimé) : Sophie Cook
- Dean Lennox Kelly (en) (VF : Pascal Casanova) : Dom
- Raquel Cassidy (VF : Martine Irzenski) : Cassie
- Hazel Douglas (VF : Joëlle Brover) : Grand-mère Cook
- Chris Langham (en) : Barry Turner
- Anna Massey (VF : Claude Chantal) : Yvonne
- Lizzie Roper (VF : Virginie Ledieu) : Trish
- Tom Goodman-Hill (VF : Jean-François Vlérick) : Ben

 Source et légende : version française (VF) sur RS Doublage

## Épisodes

### Première saison (2004)
1. Lundi (Monday)
2. Mardi (Tuesday)
3. Mercredi (Wednesday)
4. Jeudi (Thursday)
5. Vendredi (Friday)
6. Samedi (Saturday)
7. Dimanche (Sunday)

### Deuxième saison (2005)
1. Lundi (Monday)
2. Mardi (Tuesday)
3. Mercredi (Wednesday)
4. Jeudi (Thursday)
5. Vendredi (Friday)
6. Samedi (Saturday)
7. Dimanche (Sunday)

### Hors saison (2006)
1. Le Pire Noël de ma vie [1/3] (The Worst Christmas of My Life [1/3])
2. Le Pire Noël de ma vie [2/3] (The Worst Christmas of My Life [2/3])
3. Le Pire Noël de ma vie [3/3] (The Worst Christmas of My Life [3/3])